# Мелкий-мелкий буржуа
«Мелкий-мелкий буржуа» («Маленький, маленький буржуа», итал. Un borghese piccolo piccolo) — итальянский фильм 1977 года, сочетающий в себе черты комедии по-итальянски и остросоциальной драмы. Демонстрировался в рамках официальной программы Каннского кинофестиваля 1977 года. Одна из лучших картин режиссёра Марио Моничелли, одна из лучших ролей Альберто Сорди.

## Сюжет
Главный герой фильма, служащий министерства Джованни Вивальди (Альберто Сорди), в преддверии пенсии стремится пристроить своего сына Марио (Винченцо Крочитти) на престижную работу в собственное учреждение и готов ради этого на любые унижения. 
Чтобы завязать выгодные знакомства, Вивальди определяет сына в масонскую ложу (против воли матери), но в день «экзамена на чин» Марио гибнет от шальной пули, выпущенной ограбившим банк молодым преступником. 
Супруга Джованни, домохозяйка Амалия (Шелли Уинтерс) узнает о случившемся по телевидению; её разбивает паралич, она теряет дар речи и ведет растительное существование. 
Отец, который успел разглядеть лицо убийцы, преисполнен желания отомстить за сына и делает всё, чтобы на парня не вышла полиция. 
Вивальди-старший похищает его, везет в свой загородный дом, долго пытает и убивает. После кончины жены Джованни, кажется, готов стать тихим пенсионером, но неожиданная уличная стычка, судя по всему, вновь превратит обывателя в «ворошиловского стрелка». (Этот эпизод отсутствует в романе Винченцо Черами, положенном в основу сценария).

## В ролях
- Альберто Сорди — Джованни Вивальди
- Шелли Уинтерс — Амалия Вивальди, его жена
- Винченцо Крочитти[англ.] — Марио Вивальди, их сын
- Ромоло Валли (итал. Romolo Valli) — доктор Спазани
- Ренцо Карбони (итал. Renzo Carboni) — Роббер, убийца
- Энрико Беруски (итал. Enrico Beruschi) — Тоти, официант
- Ренато Скарпа (итал. Renato Scarpa) — священник
- Паоло Паолини (итал. Paolo Paoloni) — коллега Джованни
- Этторе Гарофоло (итал. Ettore Garofolo) — парень на улице
- Пьетро Торди (итал. Pietro Tordi) — глава масонской ложи
- Франческо Д’Адда Сальватерра (англ. Francesco D'Adda Salvaterra) — камео
- Марчелло Ди Мартире (итал. Marcello Di Martire)
- Эдоардо Флорио (итал. Edoardo Florio)

## Награды
Фильм получил три национальных кинопремии «Давид ди Донателло»: за лучший фильм, лучшую режиссуру и лучшее исполнение главной роли.